# Thea Louise Stjernesund
Thea Louise Stjernesund (ur. 24 listopada 1996 w Lørenskog) – norweska narciarka alpejska, brązowa medalistka olimpijska, trzykrotna medalistka mistrzostw świata.

## Kariera
Na arenie międzynarodowej po raz pierwszy pojawiła się 26 listopada 2006 roku w Bjorli, gdzie w zawodach FIS Race w slalomie zajęła 30. miejsce. W 2009 roku wystartowała na mistrzostwach świata juniorów w Garmisch-Partenkirchen, gdzie jej najlepszym wynikiem było osiemnaste miejsce w zjeździe. Podczas rozgrywanych rok później mistrzostw świata juniorów w regionie Mont Blanc zajęła 45. miejsce w supergigancie.
W zawodach Pucharu Świata zadebiutowała 29 grudnia 2016 roku w Semmering, gdzie nie ukończyła pierwszego przejazdu slalomu. Pierwsze pucharowe punkty wywalczyła 10 marca 2017 roku w Squaw Valley, zajmując 24. miejsce w gigancie. Na podium zawodów tego cyklu pierwszy raz stanęła 13 listopada 2021 r. w Lech, zajmując drugie miejsce w slalomie równoległym. W sezonie 2021/2022 zajęła drugie miejsce w klasyfikacji PAR.
Na mistrzostwach świata w Cortinie d’Ampezzo w 2021 roku wspólnie z Kristin Lysdahl, Fabianem Wilkensem Solheimem, Kristiną Riis-Johannessen i Sebastianem Fossem Solevågiem zwyciężyła w zawodach drużynowych. Na rozgrywanych rok później igrzyskach olimpijskich w Pekinie razem z Marią Therese Tviberg, Fabianem Wilkensem Solheimem i Timonem Hauganem zajęła trzecie miejsce w rywalizacji drużynowej. Była tam również szósta w gigancie i piętnasta w slalomie. Podczas mistrzostw świata w Courchevel/Méribel w 2023 roku wywalczyła dwa medale. W zawodach drużynowych zajęła drugie miejsce, natomiast w gigancie równoległym zdobyła brązowy medal. Wyprzedziły ją jedynie Maria Therese Tviberg i Wendy Holdener ze Szwajcarii.

## Osiągnięcia

### Igrzyska olimpijskie
| Miejsce | Dzień     | Rok  | Miejscowość | Konkurencja      | Czas biegu | Strata | Zwyciężczyni |
| ------- | --------- | ---- | ----------- | ---------------- | ---------- | ------ | ------------ |
| 6.      | 7 lutego  | 2022 | Pekin       | Gigant           | 1:55,69    | +1,20  | Sara Hector  |
| 15.     | 9 lutego  | 2022 | Pekin       | Slalom           | 1:44,98    | +2,50  | Petra Vlhová |
| brąz    | 20 lutego | 2022 | Pekin       | Zawody drużynowe | -          | -      | Austria      |

### Mistrzostwa świata
| Miejsce | Dzień     | Rok  | Miejscowość        | Konkurencja       | Czas biegu | Strata | Zwyciężczyni                        |
| ------- | --------- | ---- | ------------------ | ----------------- | ---------- | ------ | ----------------------------------- |
| 5.      | 12 lutego | 2019 | Åre                | Drużynowo         | –          | –      | Szwajcaria                          |
| 18.     | 14 lutego | 2019 | Åre                | Gigant            | 2:01,97    | +2,87  | Petra Vlhová                        |
| DNQ     | 16 lutego | 2021 | Cortina d’Ampezzo  | Gigant równoległy | -          | -      | Marta Bassino Katharina Liensberger |
| 1.      | 17 lutego | 2021 | Cortina d’Ampezzo  | Zawody drużynowe  | -          | -      | -                                   |
| DNS2    | 18 lutego | 2021 | Cortina d’Ampezzo  | Gigant            | 2:30,66    | -      | Lara Gut-Behrami                    |
| 22.     | 20 lutego | 2021 | Cortina d’Ampezzo  | Slalom            | 2:30,66    | +4,74  | Katharina Liensberger               |
| 2.      | 14 lutego | 2023 | Courchevel/Méribel | Zawody drużynowe  | -          | -      | Stany Zjednoczone                   |
| 3.      | 15 lutego | 2023 | Courchevel/Méribel | Gigant równoległy | -          | -      | Maria Therese Tviberg               |
| 8.      | 17 lutego | 2023 | Courchevel/Méribel | Gigant            | 2:07,13    | +1,26  | Mikaela Shiffrin                    |
| 13.     | 18 lutego | 2023 | Courchevel/Méribel | Slalom            | 1:43,15    | +1,34  | Laurence St-Germain                 |
| 7.      | 4 lutego  | 2025 | Saalbach           | Drużynowo         | -          | -      | Włochy                              |
| 4.      | 13 lutego | 2025 | Saalbach           | Gigant            | 2:22,71    | +2,63  | Federica Brignone                   |
| DNF1    | 15 lutego | 2025 | Saalbach           | Slalom            | 1:58,00    | -      | Camille Rast                        |

### Mistrzostwa świata juniorów
| Miejsce | Dzień     | Rok  | Miejscowość | Konkurencja     | Czas biegu | Strata | Zwyciężczyni        |
| ------- | --------- | ---- | ----------- | --------------- | ---------- | ------ | ------------------- |
| 23.     | 29 lutego | 2016 | Soczi       | Supergigant     | 1:10,48    | +2,83  | Nina Ortlieb        |
| 11.     | 1 marca   | 2016 | Soczi       | Superkombinacja | 1:59,32    | +3,46  | Aline Danioth       |
| 18.     | 2 marca   | 2016 | Soczi       | Gigant          | 2:12,39    | +5,29  | Jasmina Suter       |
| DNF1    | 5 marca   | 2016 | Soczi       | Slalom          | 1:37,41    | -      | Elisabeth Willibald |
| 21.     | 8 marca   | 2017 | Åre         | Zjazd           | 1:25,27    | +2,00  | Alice Merryweather  |
| 32.     | 9 marca   | 2017 | Åre         | Supergigant     | 1:15,10    | +4,72  | Nadine Fest         |
| 10.     | 10 marca  | 2017 | Åre         | Superkombinacja | 2:09,05    | +2,80  | Nadine Fest         |
| 8.      | 12 marca  | 2017 | Åre         | Gigant          | 1:58,38    | +1,55  | Laura Pirovano      |
| DNF1    | 13 marca  | 2017 | Åre         | Slalom          | 1:42,81    | -      | Camille Rast        |

### Puchar Świata

#### Miejsca w klasyfikacji generalnej
- sezon 2018/2019: 49.
- sezon 2019/2020: 44.
- sezon 2020/2021: 54.
- sezon 2021/2022: 35.
- sezon 2022/2023: 20.
- sezon 2023/2024: 25.
- sezon 2024/2025: 20.

#### Miejsca na podium chronologicznie
1. Lech – 13 listopada 2021 (slalom równoległy) – 2. miejsce
2. Soldeu – 19 marca 2023 (gigant) – 2. miejsce
3. Saalbach – 17 marca 2024 (gigant) – 3. miejsce
4. Sestriere – 21 lutego 2025 (gigant) – 3. miejsce